# Kasteel De Thooren

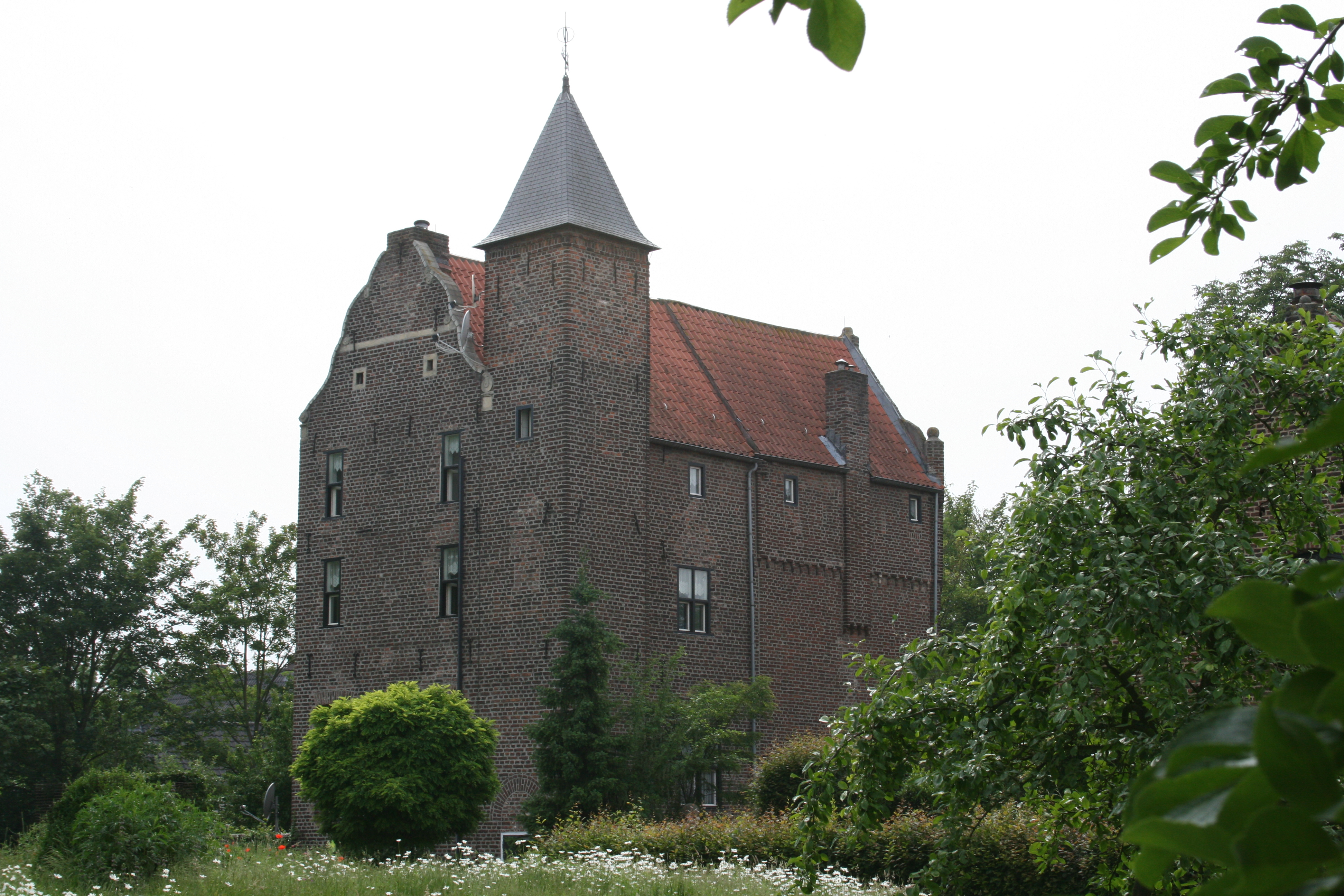
De Thooren

Kasteel De Thooren (ook De Toren of Hertevelds Goed) is een kasteel te Maasniel, gelegen aan Eiermarkt 23.
Het kasteel is ontstaan uit een omgrachte woontoren, gesticht in de 14e eeuw, waaromheen geleidelijk een aantal bijgebouwen werden gegroepeerd, zodat de vorm van de oorspronkelijke woontoren niet meer goed zichtbaar is. Deze bevindt zich in het westelijke deel, wat tegenwoordig een fraaie gezwenkte westgevel toont. Aan de oostzijde verscheen een 16e-eeuwse aanbouw met hoektorentje. Een zadeldak dekt zowel de oorspronkelijke woontoren als het aangebouwde deel. In de westgevel zijn, ter hoogte van de tweede verdieping, nog resten van een latrine te zien.
Het kasteel is geklasseerd als Rijksmonument.